# Руткі-Боркі
Руткі-Боркі (пол. Rutki-Borki) — село в Польщі, у гміні Цеханув Цехановського повіту Мазовецького воєводства.
Населення — 88 осіб (2011).
У 1975-1998 роках село належало до Цехановського воєводства.

## Демографія
Демографічна структура станом на 31 березня 2011 року:
|          | Загалом | Допрацездатний вік | Працездатний вік | Постпрацездатний вік |
| -------- | ------- | ------------------ | ---------------- | -------------------- |
| Чоловіки | 50      | 11                 | 31               | 8                    |
| Жінки    | 38      | 4                  | 25               | 9                    |
| Разом    | 88      | 15                 | 56               | 17                   |